# The Winter Album (álbum de 'N Sync)
The Winter Album é a segunda e última compilação da boy band norte-americana NSYNC. Foi lançado na Alemanha em 16 de novembro de 1998.

## Antecedentes
Após o lançamento do álbum homônimo do grupo, *NSYNC, na Alemanha em março de 1997, a NSYNC concentrou sua atenção nos mercados britânico e americano, lançando versões atualizadas do álbum em ambos os territórios no verão de 1998 e se preparando para lançar um álbum. álbum sazonal, Home for Christmas , na América para o Natal de 1998. Nenhum material foi lançado na Alemanha desde "Together Again", que foi lançado em 3 de novembro de 1997. Nenhuma das faixas gravadas para as versões britânica ou americana de seu álbum de estréia tinha sido lançado lá, nem qualquer material gravado para o álbum "Home For Christmas" planejado para lançamento na Alemanha. Então, a banda decidiu que era justo que esse material fosse lançado lá, já que foi o apoio deles que deu início à carreira deles e conseguiu um contrato com a RCA Records. Eles pegaram as cinco faixas gravadas exclusivamente para as edições britânica e americana de seu álbum de estréia, e sete faixas de Home for Christmas, e as embalaram juntas com um pequeno interlúdio, "Family Affair", para criar o álbum de inverno., feita exclusivamente para lançamento na Alemanha. O álbum foi precedido pelo single principal, "U Drive Me Crazy", que foi lançado em 29 de setembro de 1998. O álbum foi lançado em 17 de novembro, e duas semanas depois, um segundo single, "Merry Christmas, Happy Holidays", foi lançado para promover o álbum. O terceiro e último single, "Thinking of You (I Drive Myself Crazy)", foi lançado em 22 de fevereiro de 1999.

## Lista de faixas
| N.º | Título                                            | Produtor(es)          | Duração |  |
| 1.  | "U Drive Me Crazy" (Radio Edit)                   | Aris, Cottura, Rookee | 3:34    |  |
| 2.  | "(God Must Have Spent) A Little More Time on You" | Sturken, Rogers       | 3:58    |  |
| 3.  | "Thinking of You (I Drive Myself Crazy)"          | Veit Renn             | 4:00    |  |
| 4.  | "Everything I Own"                                | Full Force            | 3:59    |  |
| 5.  | "I Just Wanna Be with You"                        | Full Force            | 4:03    |  |
| 6.  | "Kiss Me at Midnight"                             | Renn                  | 3:28    |  |
| 7.  | "Merry Christmas, Happy Holidays"                 | Renn                  | 4:12    |  |
| 8.  | "All I Want Is You This Christmas"                | Renn                  | 3:43    |  |
| 9.  | "Under My Tree"                                   | Renn                  | 4:32    |  |
| 10. | "Love's in Our Hearts (On Christmas Day)"         | Renn                  | 3:54    |  |
| 11. | "In Love on Christmas"                            | Renn                  | 4:06    |  |
| 12. | "The First Noel"                                  | Gary Carolla          | 3:28    |  |

## Desempenho nas tabelas musicais
| Parada (1998)                         | Posição |
| ------------------------------------- | ------- |
| Alemanha (Offizielle Deutsche Charts) | 31      |